# Scaphiopodidae
Scaphiopodidae zijn een familie van amfibieën die behoren tot de orde kikkers (Anura). De verschillende soorten worden woelpadden genoemd, ze werden lange tijd tot de familie knoflookpadden (Pelobatidae) gerekend.
Scaphiopodidae is een relatief kleine familie van kikkers die wordt vertegenwoordigd door zeven soorten in twee geslachten.
Woelpadden zijn 's nachts actief en verstoppen zich overdag in holen. Ze komen na zonsondergang tevoorschijn en worden zelden door mensen gezien. De kikkers zijn bewoners van drogere gebieden. Ze zijn in staat om lange tijd ingegraven in de bodem te overleven. Woelpadden leven in zelfgegraven holen en komen alleen bovengronds als de weersomstandigheden zeer vochtig zijn. Soms komen de dieren al vele jaren voor in een gebied voordat ze worden ontdekt. Alle soorten komen voor in delen van zuidelijk Canada, de Verenigde Staten en delen van Mexico.

## Naamgeving
De groep werd voor het eerst officieel beschreven door Edward Drinker Cope in 1865. Later werd de wetenschappelijke naam Scaphiopidae (in plaats van Scaphiopodidae) gebruikt. De wetenschappelijke namen van zowel familie als de verschillende geslachten slaan op het graafgedrag van de kikkers. De familienaam Scaphiopodidae betekent vrij vertaald schoffel-voetig (Oudgrieks σκαφεῖον, skapheion, 'schoffel of schep' en πούς, pous, 'voet'). Dit verklaart tevens de etymologie van de geslachtsnaam Scaphiopus.
De naam van het geslacht Spea is afgeleid van het Oudgriekse σπέος (speos), dat 'grot' betekent en verwijst naar de holen waarin de dieren leven.
De verschillende soorten worden in de Nederlandse taal wel met woelpadden aangeduid maar er is nog geen officiële Nederlandstalige naam voor de familie. Ook andere namen zoals schoffelpadden of Amerikaanse knoflookpadden worden gebruikt, naar het bekendste geslacht Amerikaanse knoflookpadden (Scaphiopus).
In de Engelse taal worden de kikkers meestal 'American spadefoot toad' genoemd wat Amerikaanse schoffelvoetpad betekent. Ook de namen 'hermit spadefoot' en 'storm toad' worden wel gebruikt. Deze eerste naam betekent kluizenaar schoffelvoet en verwijst naar de gewoonte om lang in een ondergronds hol te verblijven. De tweede naam slaat op de gewoonte om na een cycloon massaal tevoorschijn te komen uit deze holen om te paren.

## Verspreiding en habitat

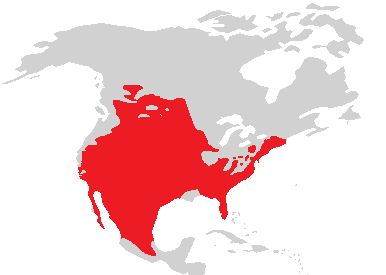
Verspreidingsgebied van de woelpadden binnen Noord-Amerika in het rood.

De Scaphiopodidae komen voor in delen van Noord-Amerika in de landen Canada, de Verenigde Staten en Mexico. De verschillende soorten leven in droge habitats, maar deze verschillen wat per soort.
Oorspronkelijk leefden de verschillende soorten in sterk geïsoleerde gebieden. Door ingrepen van de mens zijn veel gebieden dusdanig aangepast dat verschillende soorten woelpadden in hetzelfde gebied kunnen voorkomen. Dit heeft als gevolg dat kruisingen tussen de verschillende soorten veel voorkomen. De grenzen van de verspreidingsgebieden van de verschillende soorten lopen soms in elkaar over. In dergelijke streken zetten soms verschillende soorten woelpadden de eieren af in dezelfde vijver. Hierdoor wordt de kans op kruisingen vergroot, omdat de volwassen kikkers naar dezelfde vijver terugkeren om zich voort te planten. Daar staat tegenover dat sommige soorten in diepere poelen leven en andere een voorkeur hebben voor ondiepe poelen. De vrouwtjes zijn bovendien vatbaarder voor de roep van een mannetje van de eigen soort.
In de Verenigde Staten komen de kikkers voor in grote delen van het land. Woelpadden komen hier voor in de volgende staten: Alabama, Arizona, Arkansas, Californië, Colorado, Connecticut, Columbia, Delaware, Florida, Georgia, Illinois, Indiana, Iowa, Kansas, Kentucky, Louisiana, Massachusetts, Maryland, Missouri, Mississippi, Montana, Nebraska, New Jersey, New Mexico, North Carolina, North Dakota, New Mexico, New York, Ohio, Oklahoma, Pennsylvania, Rhode Island, South Carolina, South Dakota, Tennessee, Texas, Utah, Virginia, West Virginia en Wyoming.
In Canada komen de dieren voor in de deelstaten Alberta, Manitoba, Saskatchewan en in Brits-Columbia.
In Mexico komen de verschillende soorten voor in de staten Baja California, Hidalgo, Nayarit, San Luis Potosí, Veracruz en Zacatecas.
De habitat kan bestaan uit grasvlakten, halfwoestijnen, bossen, opgedroogde meren, zanderige kuststreken, drogere prairie en prairie met graspollen en (rivier)valleien. De juveniele dieren hebben geen eigen voorkeur voor een habitat en zijn gezamenlijk met de volwassen exemplaren te vinden. De oostamerikaanse woelpad komt voor in het oosten van de VS en leeft in zanderige gebieden in loofbossen en dennenbossen in kuststreken. In sommige delen worden de kikkers ook aangetroffen in riviervalleien en langs de Atlantische Kustvlakte van de VS. Hier komen maar weinig droge gebieden voor in vergelijking met andere soorten die tot in halfwoestijnen kunnen overleven.

## Uiterlijke kenmerken

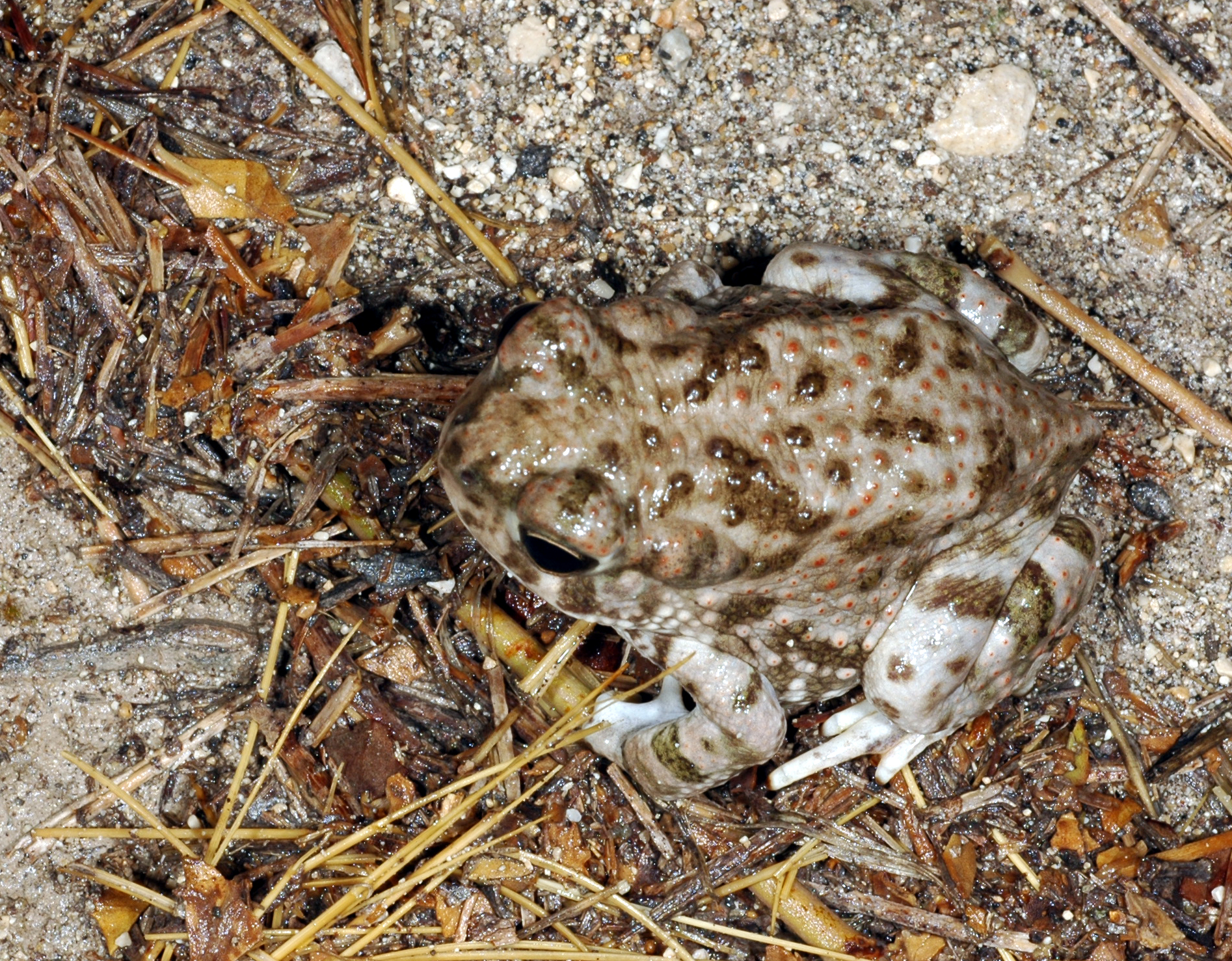
Veel soorten leven in zanderige streken, hier is ook de lichaamskleur op aangepast.

De verschillende soorten hebben een grote kop, gedrongen lichaam en korte pootjes. De totale lichaamslengte zonder poten loopt uiteen van ongeveer 4,5 tot bijna negen centimeter. De prairiewoelpad is de kleinste soort; deze vertegenwoordiger wordt 3,8 tot 5,1 centimeter lang, maximaal 6,4 cm.
De kop is kort en afgerond aan de voorzijde, de ogen puilen sterk uit in vergelijking met andere groepen van kikkers. Het oog heeft een gele tot groene of bruine iris en de pupil is verticaal, wat de nachtelijke levenswijze verraad. Mannetjes hebben een kwaakblaas die wit van kleur is en zeer groot; deze blaas kan bijna net zo groot worden als het lichaam.
Het lichaam van de woelpadden is breed en dik, deze kikkers zien er heel anders uit dan hun lenige verwanten uit bijvoorbeeld de familie schuimnestboomkikkers. Alle soorten hebben een grijsbruine tot bruine of deels groene kleur. Woelpadden hebben daarnaast in meer of mindere mate vlekpatronen op de rugzijde. Enkele soorten hebben bonte vlekjes zoals rood en oranje. Sommige exemplaren van de zuidelijke woelpad hebben heldere groene kleuren. Bij de prairiewoelpad komen zeer donkere tot bijna zwarte kleuren voor.
De kikkers worden gekenmerkt door een verhard deel aan de achterpoten dat wordt gebruikt om zich achterwaarts in te graven. De achterpoten zijn altijd voorzien van een verharde richel die zeer donker tot zwart van kleur is. Deze wordt de graafknobbel of metatarsusknobbel genoemd. De metatarsusknobbel van de zuidelijke woelpad wijkt af vanwege de sikkelachtige vorm. De achterpoten zijn voorzien van duidelijke zwemvliezen.
De voorpoten dragen geen zwemvliezen. De mannetjes hebben in de voortplantingstijd zwart gekleurde plekjes op de duimen en de eerste twee vingers van de voorpoot.

### Onderscheid met andere soorten
De woelpadden zijn wat betreft uiterlijke kenmerken voornamelijk te verwarren met de knoflookpadden uit de familie Pelobatidae. In het veld zijn ze gemakkelijk te onderscheiden omdat de woelpadden alleen in delen van Noord-Amerika voorkomen en de knoflookpadden leven in Afrika, Azië en Europa.
Daarnaast zijn woelpadden te verwarren met soorten uit de familie echte padden (Bufonidae). Woelpadden hebben echter een verticale pupil en geen horizontale zoals de echte padden. Achter de kop zijn geen vergrote oorklieren zichtbaar, dit zijn grote (gif)kliercomplexen die padden wel hebben. Ten slotte hebben echte padden twee verharde structuren aan de onderzijde van de achterpoten in plaats van een enkele verharde richel zoals de woelpadden.

## Levenswijze

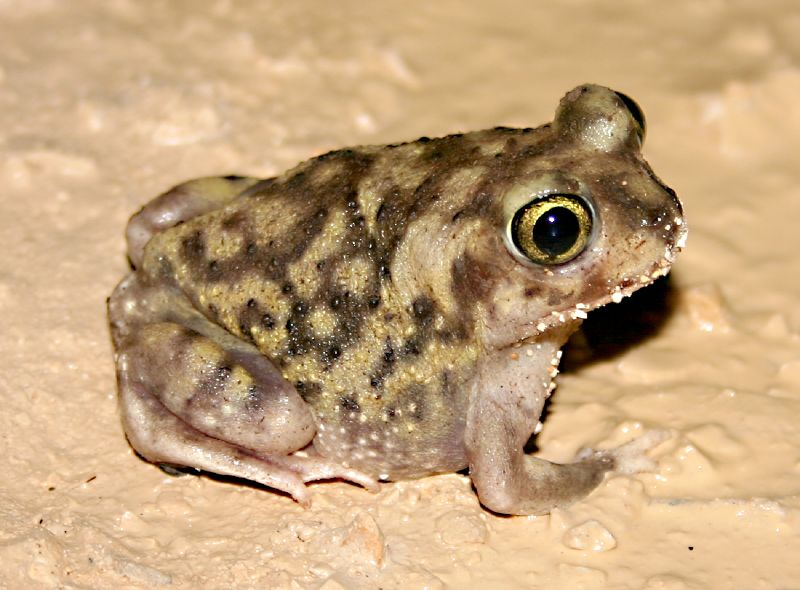
Zuidelijke woelpad, exemplaar uit Texas.

Woelpadden leven in relatief droge gebieden zoals halfwoestijnen en zijn zonder uitzondering sterk fossorisch; dit wil zeggen dat ze ondergronds leven. Dit doen ze omdat het overdag te droog is om op de bodem te schuilen. Woelpadden komen alleen 's nachts tevoorschijn en hierdoor worden ze zelden door mensen gezien. Soms komen de dieren al vele jaren voor in een gebied voordat ze worden ontdekt. De ingangen van hun holen zijn meestal moeilijk te zien want ze zijn niet erg instortingsbestendig zoals die van de holen van knaagdieren en de ingangen storten meestal deels in. De biologie en levenswijze van de woelpadden is door de Amerikaanse bioloog Arthur Norris Bragg (1897 - 1968) tientallen jaren lang bestudeerd. Hij publiceerde het boek "Gnomes of the Night" over de woelpadden waarin het gedrag van de dieren nauwkeurig werd opgetekend.
De meeste kikkers en padden die veel ondergronds schuilen maken gebruik van bestaande holen van bijvoorbeeld zoogdieren. De woelpadden echter graven hun eigen hol en alle soorten kunnen de gang door de spade-achtige pootuitsteeksels relatief snel uitgraven. Ze komen vaak langere tijd terug naar hun zelfgegraven schuilplaats, hierdoor weet men dat ze een goed oriëntatievermogen bezitten. Het hol van een woelpad kan tot meer dan een halve meter diep worden uitgegraven. Onder drogere omstandigheden kan het hol tot meer dan een meter diep worden. Er is zelfs een waarneming bekend van een exemplaar dat zich 4,5 meter onder het oppervlak bevond. De kikker zit helemaal onderin waar het vrij vochtig is, ondanks de droge omstandigheden bovengronds. Doordat het hol vrij diep is, is de kikker niet alleen beschermd tegen droogte, maar kan zelfs bosbranden overleven. Door de dunne huid wordt het vocht via osmose opgenomen zodat het dier niet uitdroogt. Het slijm dat door de huid wordt afgescheiden mengt zich met het zand en hardt uit. Hierdoor ontstaat een cocon en wordt waterverlies beperkt.
Soms blijft de kikker een half jaar lang bewegingsloos in zijn hol tot de omstandigheden aan de oppervlakte beter worden, bijvoorbeeld na een regenbui. Gedurende deze zomerslaap wordt het lichaam voorzien van de benodigde voedingsstoffen uit de reserves van het dier.

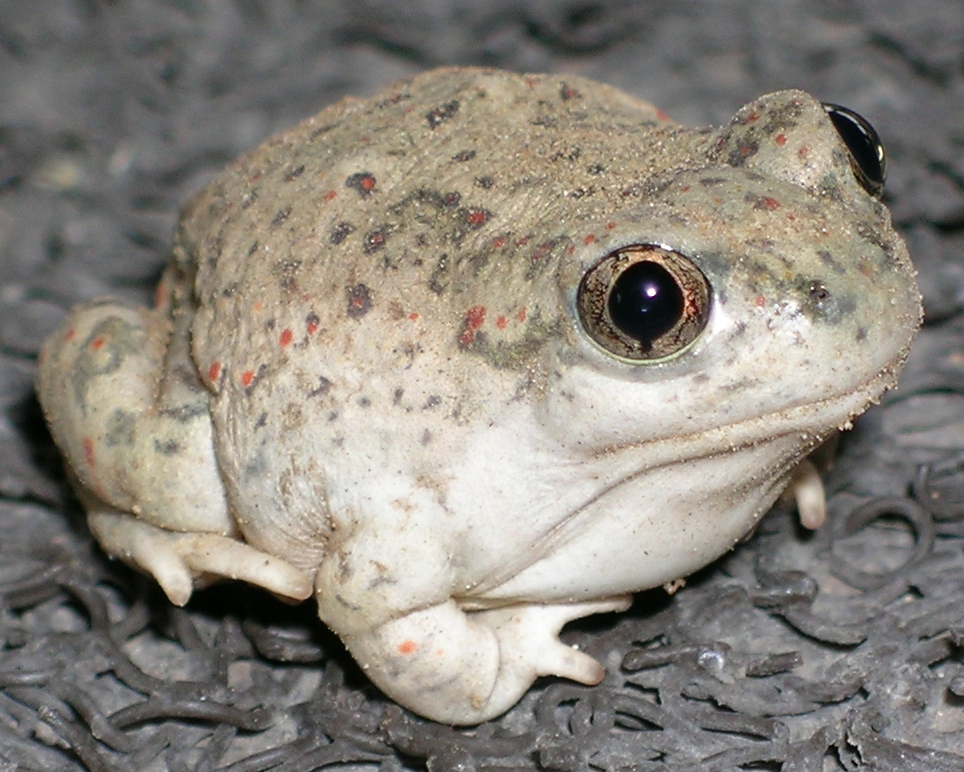
Spea multiplicata, exemplaar uit de Amerikaanse staat New Mexico.

De kikker kan droge periodes lange tijd doorstaan omdat het dier een relatief grote hoeveelheid water kan opslaan in de blaas. Bij de meeste dieren wordt de blaas gevuld met urine; overtollig water en geconcentreerde afvalstoffen in de vorm van ureum, waarbij de blaas regelmatig moet worden geledigd. Bij de woelpadden wordt ureum opgeslagen in het bloed en vloeistoffen in de lichaamsweefsels. Het water wordt in zuivere vorm naar de blaas gevoerd die dient als opslagvat. De blaas kan zeer sterk worden vergroot en kan tot wel de helft van het totale lichaamsvolume beslaan.
In de zomer zorgt de woelpad er altijd voor dat de ingang van het hol open blijft zodat verse lucht kan worden aangevoerd. Als de kikker merkt dat de opening geheel gesloten is kruipt het dier naar boven om de opening weer uit te graven. In de winter zit de kikker roerloos in zijn hol en beweegt lange tijd niet tot het weer warmer wordt. Deze sluimerperiode wordt wel de winterslaap genoemd. Gedurende deze tijd verbruikt de kikker zeer weinig zuurstof en onderneemt geen actie als de ingang verstopt raakt.
Bij vochtig weer verlaat de kikker vroeg in de avond zijn hol om te foerageren, bij droog weer wordt het hol later verlaten. Op het menu staan allerlei kleine diertjes, zoals duizendpoten, krekels, miljoenpoten, regenwormen, slakken, spinnen, vliegen en ten slotte vlinders en hun rupsen.
De jongen leren snel welke prooien ze beter kunnen vermijden; als ze één keer een onaangename ervaring hebben met een smerige of stekende prooi weigeren ze deze iedere volgende keer.
De huid van de woelpadden scheidt een vergif af dat muf ruikt en enigszins aan knoflook doet denken, deze afscheiding dient om vijanden af te weren. De smaak van de huidafscheidingen werd door een onderzoeker wel omschreven als "een van de smerigste dingen die ik ooit heb geproefd".
Ook is bekend dat als men de kikkers regelmatig hanteert, bijvoorbeeld voor onderzoek, er een sterke allergische reactie wordt opgebouwd. De gevolgen zijn hevige niesbuien, waterige ogen en overvloedige slijmvorming door de neusweefsels.

## Voortplanting en ontwikkeling

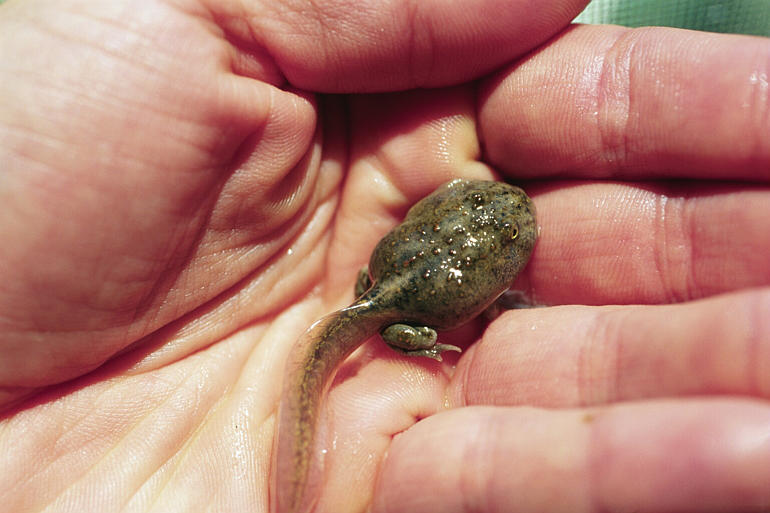
Een bijna volledig ontwikkelde larve van de westelijke woelpad.

Woelpadden leven in streken waar slechts af en toe een regenbui valt en er gedurende korte tijd kleine poeltjes ontstaan. Als er een zeldzame regenbui valt kan deze zeer hevig zijn als gevolg van een tropische cycloon, er valt veel regen binnen korte tijd. Na zo'n grote regenbui in het natte seizoen komen de kikkers naar boven om een partner te zoeken en zich voort te planten. De temperatuur moet wel hoger zijn dan elf graden Celsius. De kikkers komen allemaal tegelijkertijd naar boven en het betreft dan vele duizenden tot honderdduizenden exemplaren. De mannetjes komen het eerst naar het water en kwaken zeer luid om een vrouwtje te lokken. De vrouwtjes komen af op het luidruchtige gekwaak van poelen met veel mannetjes.

### Paring
Het gekwaak van de mannetjes is berucht omdat ze ten eerste geluiden maken die zeer hard zijn en daarnaast niet erg aantrekkelijk zijn om naar te luisteren. Mannetjes van de zuidelijke woelpad hebben een lokroep die aan een "kreunend geblaat, wat aan een ongelukkig schaap doet denken". Het gekwaak van de mannetjes van de oostamerikaanse woelpad klinkt als het krassen van kraaien. Ook wordt het gekwaak wel omschreven als het geluid van een huilende baby of van mensen die overgeven. Als de mannetjes massaal voorkomen is het gezamenlijke gekwaak zo luid dat mensen het als geluidsoverlast ervaren. Voor de mens is het gekwaak op een afstand tot vier kilometer te horen.
Voorafgaand aan de eiafzet klampen de mannetjes zich stevig aan een vrouwtje gedurende langere tijd vast met hun voorpoten, dit wordt wel de paargreep of amplexus genoemd. Bij de woelpadden komt meer specifiek de lumbale amplexus. Lumbaal betekent 'aan de lendenen' en de mannetjes klemmen hierbij de voorpoten rond de basis van de achterpoten van het vrouwtje. De mannetjes nemen soms abusievelijk een ander mannetje in de paargreep. Door een bepaalde roep weten de mannetjes elkaar snel duidelijk te maken dat er een verkeerde keuze is gemaakt, want de vrouwtjes kunnen niet kwaken.

### Ei
Van de oostamerikaanse woelpad is bekend dat er 1000 tot 2500 eieren worden afgezet per legsel, en er worden meerdere legsels geproduceerd. Andere soorten zetten minder eieren af, de westelijke woelpad zet maximaal 300 tot 500 eitjes af. De eitjes worden altijd afgezet in het water. Omdat water in grote delen van het verspreidingsgebied schaars is, wachten de kikkers op een grote regenbui waarbij kleine poeltjes ontstaan. Hierin zetten de vrouwtjes de eieren af waarna de mannetjes deze bevruchten. De vrouwtjes zetten de eieren in strengen af waarna het mannetje, die bovenop zit, ze bevrucht. De eieren worden verspreid over het poeltje afgezet. De eitjes komen binnen twee dagen uit, wat uitzonderlijk snel is in vergelijking met andere kikkers.

### Larve

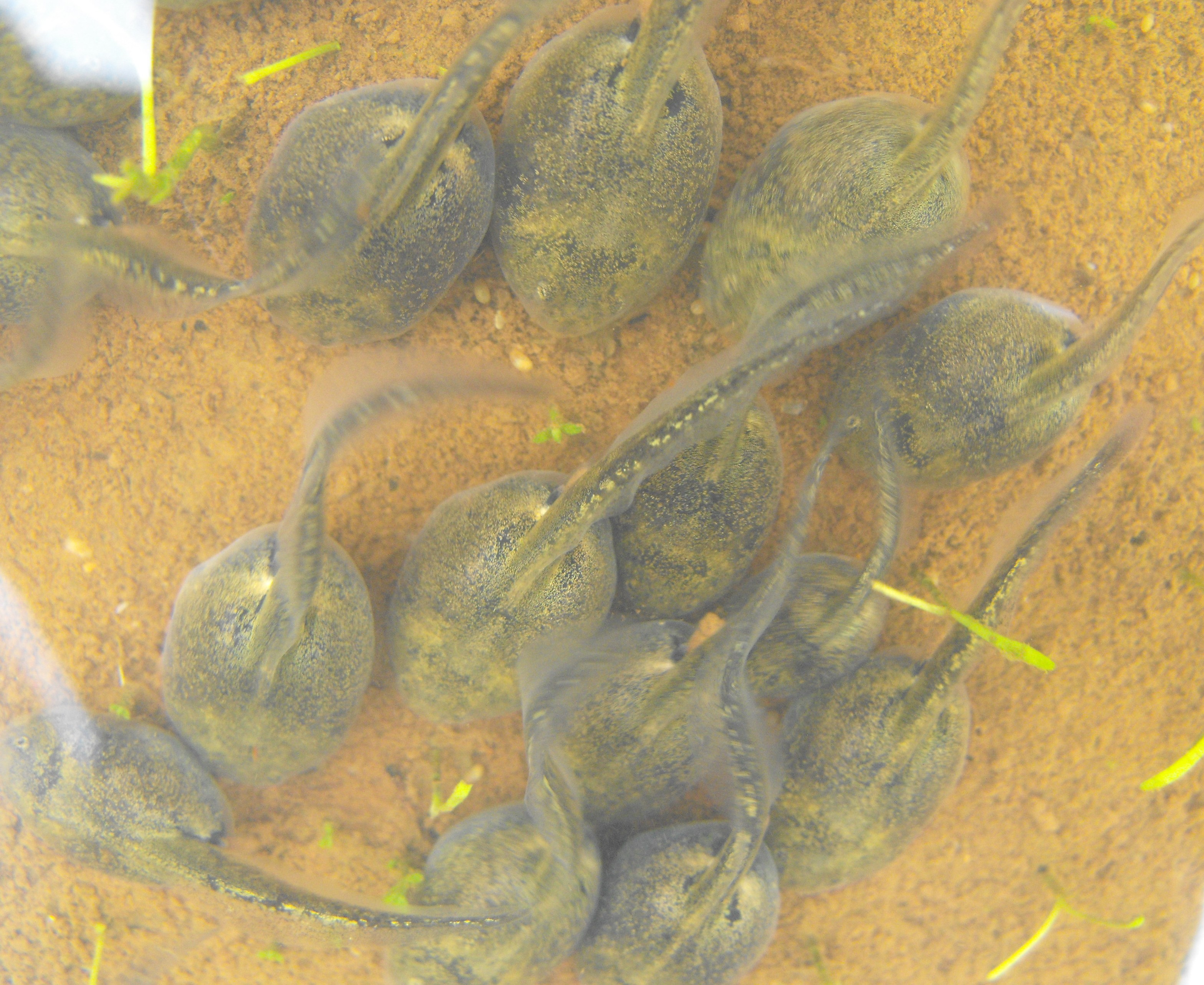
Larven van de westelijke woelpad.

De larven zijn bronskleurig of bruin van kleur, ze worden enige centimeters lang. De larven leven de eerste dag op hun dooiervoorraad, ze beginnen ongeveer 24 uur nadat ze zijn uitgekomen te eten. De larven eten zowel algen als in het water zwevende deeltjes en kleine diertjes en ook aas wordt gegeten. Prooien bestaan onder andere uit regenwormen en dode soortgenoten.
De kikkervisjes groeien snel en ze worden de eerste dagen ongeveer twee keer zo zwaar per dag. Als de omstandigheden zoals voedselaanbod en omgevingstemperatuur meezitten kunnen de larven al na twaalf dagen metamorfoseren. Als de omstandigheden tegenzitten duurt de ontwikkeling van larve naar kleine kikker tot zes weken. Een uitzondering vormen de larven van de oostamerikaanse woelpad, die zich langzamer ontwikkelen. Deze soort komt voor in gebieden waar zelden droogte heerst. De larven van deze soort komen na 1,5 tot 15 dagen uit het ei en ontwikkelen zich in twee weken tot twee maanden, afhankelijk van de watertemperatuur.
Ondanks de snelle groei drogen de poeltjes soms zo vlug op dat er geen plaats meer is voor de vrij zwemmende larven. Ze bewegen zich dan als een school, wat zeer ongebruikelijk is bij de kikkers. De kikkervisjes zoeken het diepste deel van het poeltje op en maken et poeltje dieper door met hun staarten de bodem uit te diepen. De larven die in deze situatie verkeren komen gesynchroniseerd en in grote gelaten aan land. Ze verliezen opmerkelijk snel hun staart; deze wordt binnen een half uur in het lichaam opgenomen en zijn de kikkervisjes gemetamorfoseerd in kleine kikkertjes.
Als er wel voldoende water is maar te weinig voedsel wordt eveneens een school gevormd. De kikkervisjes woelen met hun staart de bodem om zodat de voedseldeeltjes opdwarrelen. Exemplaren die van de honger omkomen worden door de andere kikkervisjes opgegeten. Kannibalisme is zeer gebruikelijk bij de woelpaddenlarven. Doordat de larven hun omgekomen soortgenoten opeten ontwikkelen zich sneller en maken een betere kans tot ontwikkeling te komen voordat het water is verdampt.
Zelfs als een poeltje te snel uitdroogt en alle larven omkomen voor ze metamorfoseren en het land kunnen betreden, gaan hun afgestorven lichamen niet verloren. De lijken komen op de bodem van het uitgedroogde poeltje terecht en dienen als voedsel voor de volgende generatie kikkervisjes. Kannibalisme draagt bij aan een gezonde populatie omdat in veel gevallen de overlevende larven hun bestaan te danken hebben aan de soortgenoten die ze hebben opgegeten. Er is zelfs bekend dat larven die soortgenoten verorberen sneller groeien dan larven die leven van het weinig voedselrijke bodemmateriaal. Woelpadden produceren gezamenlijk zoveel larven dat kannibalisme en uitdroging de populatie stabiel houdt. De in woelpadden gespecialiseerde bioloog Arthur Bragg omschreef het eens als volgt:

Als ieder ei van een woelpad uitgroeit tot een volwassen exemplaar zou er op de planeet Aarde binnen korte tijd geen plaats meer zijn voor andere dingen.

Van sommige soorten is bekend dat de larven sowieso kleine diertjes eten en van de larven van andere soorten kikkers opeten. De larven van woelpadden veranderen soms zodanig van gedrag en vorm -de monddelen worden bijvoorbeeld omgevormd- dat ze zich ontwikkelen van algeneters tot kannibalen. Het is beschreven dat de larven van de prairiewoelpad (Spea bombifrons) de kikkervisjes van de zuidelijke woelpad opeten.

## Taxonomie en indeling
Woelpadden zijn een kleine familie die vertegenwoordigd wordt door zeven soorten die in twee geslachten zijn opgedeeld. Alle soorten behoorden lange tijd tot de familie knoflookpadden (Pelobatidae). De woelpadden werden indertijd als een onderfamilie gezien (Scaphiopodinae). Tegenwoordig worden ze als een aparte familie beschouwd. Deze nieuwe indeling is in de literatuur nog niet overal opgenomen.
- Geslacht Scaphiopus
  - Soort Zuidelijke woelpad (Scaphiopus couchii)
  - Soort Scaphiopus holbrookii
  - Soort Hurter's woelpad (Scaphiopus hurterii)
- Geslacht Spea
  - Soort Spea bombifrons
  - Soort Westelijke woelpad (Spea hammondii)
  - Soort Spea intermontana
  - Soort Spea multiplicata